# Universidad de Mendoza
La Universidad de Mendoza es una institución de educación superior de gestión privada, que  funciona desde 1960. Su sede central está ubicada en la Provincia de Mendoza, Argentina, en la ciudad de Mendoza. También cuenta con una Sede en la ciudad de San Rafael, situada en el sur de la provincia y otra en la ciudad de Río Cuarto. Además cuenta con una extensión áulica en Cipolletti, provincia de Río Negro.

## Reseña histórica
La Universidad de Mendoza se fundó 22 de diciembre de 1959, por medio de una asamblea que le dio los primeros estatutos. Las actividades docentes comenzaron el 13 de mayo de 1960, con la Facultad de Ciencias Jurídicas y Sociales. En agosto de 1962 tomó su forma definitiva de constitución legal y el Superior Gobierno de la Nación, a través del decreto n.º 14.179, de ese mismo año, la registró como Universidad Privada, otorgándole las obligaciones y derechos que emergen de la Ley. Por su parte, el Gobierno de la Provincia de Mendoza, por decreto n.º 3.043/62, la registró como Asociación Civil con Fines de Lucro y la Secretaría de Promoción Social de la Nación le concedió el reconocimiento de Entidad de Bien Privado mediante Resolución n.º 44/87.

## Investigación
La Dirección de Investigaciones de la Universidad de Mendoza (DIUM) fue creada mediante Resolución HCS Nº51/2015, en el marco un programa de jerarquización institucional. Su estructura responde a los actuales requisitos para el sector científico y tecnológico, y está integrado por profesionales especializados en la generación y transferencia de conocimientos.

La misión de la DIUM es desarrollar investigación científica de excelencia y transferir sus resultados exitosos al medio, priorizando todo hecho innovador.

La visión aportada desde la DIUM es la de constituir a la Universidad de Mendoza como un referente en ciencia y tecnología (CyT) a nivel regional, nacional e internacional, contribuyendo de esta forma a una mayor inserción social.
Objetivos: 
Aumentar cuantitativa y cualitativamente las actividades de Investigación, Desarrollo e Innovación (I+D+i) en la Universidad de Mendoza.
Integrar la CyT con la educación de nivel superior conforme estándares internacionales de calidad.
Vincularse con los distintos actores de la sociedad a fin de responder adecuadamente a las demandas que hoy existen para el sistema educativo, científico y tecnológico.
Formar recursos humanos altamente capacitados en la generación y gestión del conocimiento.

## Sede Río Cuarto
En 2016 la Universidad de Mendoza afianza su radicación en la ciudad de Río Cuarto.

## Sedes y Extensiones Áulicas

### Provincia de Mendoza
- Sede San Rafael.

### Provincia de Córdoba
- Sede Río Cuarto.

### Provincia de Río Negro.
- Extensión Áulica Cipolletti.

## Facultades y Carreras

### Facultad de Arquitectura, Urbanismo y Diseño
- Arquitectura y Urbanismo.
- Licenciatura en Diseño.
- Diseño de Interiores.
- Diseño Gráfico.
- Diseño de Indumentaria y Textil.
- Corredor Inmobiliario.
- Licenciatura en Emprendimientos Inmobiliarios.

### Facultad de Ciencias Económicas
- Contador Público.
- Licenciatura en Administración de Negocios.
- Licenciatura en gestión hotelera.
- Tecnicatura en gestión hotelera.

### Facultad de Ciencias Jurídicas y Sociales
- Abogacía.
- Escribanía.
- Procuración.

### Facultad de Ciencias de la Salud
- Licenciatura en Kinesiología.
- Licenciatura en Psicología.
- Licenciatura en Nutrición.
- Odontología.

### Facultad de Ciencias Médicas
- Medicina.

### Facultad de Ingeniería
- Ingeniería Electrónica.
- Ingeniería en Computación.
- Ingeniería en Informática.
- Bioingeniería.
- Ingeniería Industrial.
- Ingeniería Eléctrica.
- Tecnicatura en Desarrollo de Aplicaciones Web.
- Tecnicatura en Desarrollo de Videojuegos.
- Tecnicatura Universitaria en Sonido y Acústica.
- Tecnicatura Universitaria en Mantenimiento Agroindustrial.
- Profesorado en Ciencias de la Computación.
- Profesorado en Tecnología.
- Profesorado para Profesionales con Título de Grado.